# Mosteiro de São João dos Reis
O Mosteiro de São João dos Reis, em Toledo, é uma das obras mais relevantes do estilo gótico isabelino em Espanha, pertencente à Ordem Franciscana, que foi construído sob o patrocínio da rainha Isabel I de Castela com o intuito de o transformar em mausoléu real, em comemoração à batalha de Toro e o nascimento do Príncipe João. É um dos exemplos mais relevantes do estilo gótico isabelino e o edifício mais importante erguido pelos Reis Católicos. O convento é também um monumento comemorativo das conquistas dos Reis Católicos e do seu programa político.